# プロシージャル街生成
プロシージャル街生成またはプロシージャル・シティ・ジェネレーション (PCG) とは、プロシージャルに街を生成することである。
街生成のアルゴリズムには当初L-systemsが提案されていたが、その後、形状の記述に特化したドメイン固有言語が登場したほか、タイルマップ自動作成 (WaveFunctionCollapse等) なども存在する。

## 街生成ソフトウェア
道生成→建物生成を行う。
Esri CityEngine (Esri←Procedural Inc←ETH Zurich)
街生成ソフトウェア。Maya用プラグインのSerlio及びHoudini用プラグインのPalladioも存在する。L-systemsを拡張したドメイン固有言語のCGA shape grammerを使用している。
Ninja City (Brian Keffer)
Ninja Dojo (Grandmaster)の一部。Maya用スクリプト。
Scene City (Arnaud Couturier)
Blender用アドオン。旧Suicidator。
City Rig (C4Depot)
Cinema 4D用プラグイン。格子形の道路のみ生成可能。
WetaH (Unity←WETAデジタル)
Houdini向け。CityBuilderが搭載される予定。

### 建物生成のみ
道路の生成に未対応のもの。
QTown
Maya用の街生成スクリプト。道路の生成には未対応。オープンソース。
City Kit (Greyscalegorilla)
Cinema 4D用の街生成プラグイン。道路の生成には未対応。Greyscalegorilla Plusの一部。

### 開発停止中
CityScape (HERE←NAVTEQ←PixelActive)
プロモーションバージョンが3ds Max 2011に付属されていた。ディスコン。
Urban Pad (Gamr7)
プロシージャル街生成ミドルウェア。2012年開発終了。
CityGenerator (Paolo Emilio Selva)
Softimage用の街生成プラグイン。塗り分けした画像マップから街を生成する。道路の生成には未対応。最終バージョンは2008年リリースのv0.80601。XSI 6.02向け。
City Builder (Pierre Lalancette)
Softimage用スクリプト。
PCity (Sebastian Paetzold)
オープンソース。システムはSIGGRAPH 2001 の論文「Procedural Modeling of Cities」の影響を受けている。
CityBuilder (dinosaur)
オープンソース。ストリートマップからジオメトリとシーングラフを作成する。
Citygen (ブランチャーズタウン技術学院)
オープンソース。多数の論文を公開している。
Blended Cities
Blender用アドオン。オープンソース。ゾーニングに対応させたものも存在した。
Building Generator
3ds Max用の建物生成スクリプト。無料。道路の生成には未対応。開発は止まってるが、3ds Max 2019でも動作可能。
Kludge City
Maya用の建物生成スクリプト。道路の生成には未対応。
Eki's ModPak (Eki Halkka)
Lightwave用の街生成プラグインのCityGenを含んでいる。道路の生成には未対応。
Procedural City Generation in Python
オープンソースの街生成ソフトウェア。MPLライセンス。
GhostTown (Kristian Larsen)
3ds Max用スクリプト。単体版のGhostTown Standaloneが開発中となっていた。